# Stylopallene cheilorhynchus
Stylopallene cheilorhynchus là một loài nhện biển trong họ Callipallenidae. Loài này thuộc chi Stylopallene. Stylopallene cheilorhynchus được miêu tả khoa học năm 1963 bởi Clark.